# 고 팔라
고 팔라는 카마루파 팔라 왕조의 제4대 왕으로, 3대 왕 인드라 팔라와 그의 왕비 라지야 데비의 아들이며  990년부터 1015년까지 카마루파 왕국을 다스렸다.

다음 설명은 다르마 팔라의 동판 비문에서 가져온 것이다:
"그 (브라마 팔라)의 가문에는 정치에 정통하고 종교에 깊은 관심을 가진 고 팔라라는 왕이 있었다. 그의 용맹은 불이 숲을 태우듯이 적들을 불태웠다. 그 유명하고 활기찬 왕에게는 고귀한 평판을 지닌 나야나라는 이름의 부인이 있었다. 그녀는 유명한 하르사 팔라라는 아들을 낳았다."

## 추가 읽기
- Vasu, Nagendranath, 《The Social History of Kamarupa》
- Tripathi, Chandra Dhar, 《Kāmarūpa-Kaliṅga-Mithilā:a politico-cultural alignment in Eastern India : history, art, traditions》, Indian Institute of Advanced Study
- Wilt, Verne David, 《Kamarupa》
- Gorakhpuri, Raghupatisahaya, 《Kamarupa》
- Majumdar, Ramesh Chandra, 《Ancient India》
- Kapoor, Subodh, 《Encyclopaedia of ancient Indian geography》
- Sen, Sailendra Nath, 《Ancient Indian History and Civilization》
- Kapoor, Subodh, 《The Indian encyclopaedia: biographical, historical, religious, administrative, ethnological, commercial and scientific》
- Sarkar, Ichhimuddin, 《Aspects of historical geography of Prāgjyotiṣa-Kāmarūpa (ancient Assam)》
- Deka, Phani, 《The great Indian corridor in the east》
- Pathak, Guptajit, 《Assam's history and its graphics》
- Samiti, Kāmarūpa Anusandhāna, 《Readings in the history & culture of Assam》